# Christina Surer

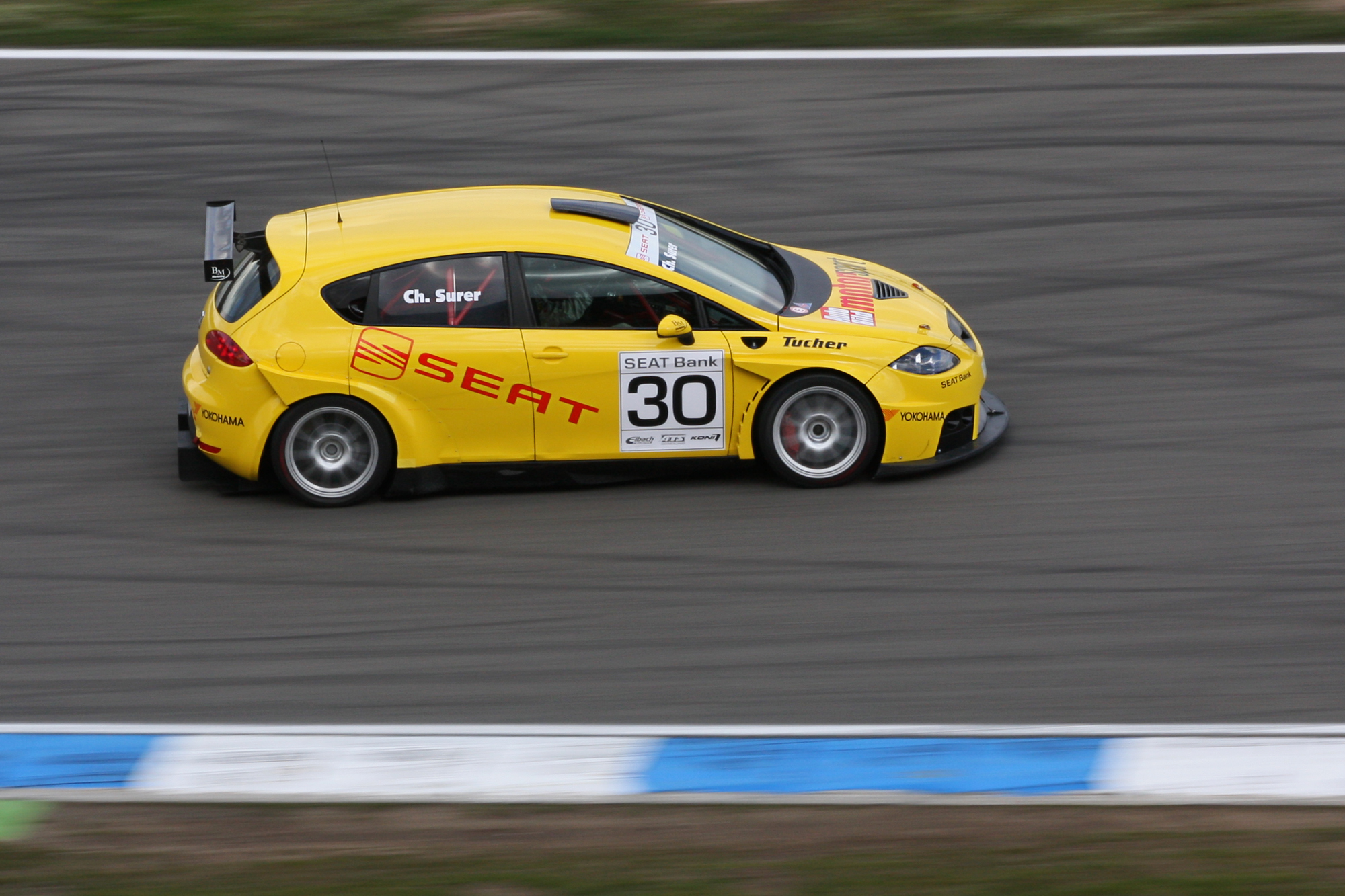
Christina Surer à la Seat Leon Supercopa en 2008

Christina Surer, née Bönzli, le 26 mars 1974 à Bâle, est une pilote de course automobile suisse et présentatrice de télévision.  

## Biographie
Christina Bönzli nait à Bâle, en Suisse. Elle suit une formation d'assistante médicale. En 1993, elle participe au concours de Miss Suisse.  
Elle a pratiqué plusieurs années le karting avant de participer à la Ford Superseries (2002), à l'Alfa 147 Cup (2002) et à la Ford Fiesta Cup (2003). Elle a participé à deux courses des 24 Heures du Nürburgring (2004, 2005) et à la Deutscher Seat Leon Supercopa de 2004 à 2010. 
Surer anime régulièrement des émissions de télévision sportives : Sport 1 / DSF (Tuning TV, 24h race Nürburgring, Motodrom, SEAT Leon Supercopa, DTM, Formula 3), DTM International Feed, "Motorshow" TCS SRF2 (2007/2008), course 24h & VW Scirocco R-Cup Sport1 (2010), 24h race Sport1, pour des évènements sponsorisés Pirelli, Shell and Red Bull (2011) et pour le diffuseur privé allemand Sport1. 
En 2011, elle prête sa voix à la mini-fourgonnette Minny dans le film d'animation Cars 2. 

## Vie privée
Christina Surer été mariée au pilote de Formule 1 Marc Surer de 1997 à 2000. En 2012, elle s'est fiancée au coureur allemand de DTM, Martin Tomczyk qu'elle a épousé en janvier 2013 et avec lequel elle a deux enfants. Elle habite à Rosenheim, en Allemagne. Hormis la course, elle fait du mannequinat et anime des programmes télévisés. Elle est également ambassadrice de la Croix-Rouge suisse. 